# ویلی کالوم
ویلی کالوم (انگلیسی: Willie Collum؛ زادهٔ ۱۸ ژانویهٔ ۱۹۷۹) داور فوتبال اهل اسکاتلند است.
وی داوری را از سال ۱۹۹۳ شروع کرده و در سال ۲۰۰۶ وارد لیست فیفا شده است، کالوم داور مسابقاتی همچون جام یوفا ۰۷-۲۰۰۶، جام یوفا ۰۹-۲۰۰۸، لیگ اروپا ۱۰-۲۰۰۹، لیگ قهرمانان اروپا ۱۱-۲۰۱۰، لیگ قهرمانان اروپا ۱۲-۲۰۱۱، لیگ قهرمانان اروپا ۱۳–۲۰۱۲ و جام ملت‌های اروپا ۲۰۱۶ بوده است.